# Franco Roncadelli
Franco Roncadelli (* 6. Februar 2000 in Montevideo) ist ein uruguayischer Tennisspieler.

## Karriere
In der Junior-Rangliste erreichte Roncadelli mit Platz 494 seine beste Platzierung. 
Seit 2018 spielt er gelegentlich Profiturniere auf der drittklassigen ITF Future Tour. Im Einzel konnte er bislang erst einmal, im Jahr 2018, einen Weltranglistenpunkt erspielen, wodurch er auch erstmals in der Liste geführt wurde. Im Doppel erspielte er 2019 zwei Punkte. Zweimal bekam er von den Veranstaltern des Turniers in Montevideo, einem Turnier der ATP Challenger Tour, eine Wildcard zugesprochen, sodass er zweimal im Doppel auf diesem Niveau spielen konnte. Beide Male verlor er zum Auftakt.
Bei den Südamerikaspielen 2018 vertrat Roncadelli sein Land und schied im Einzel und Doppel jeweils zum Auftakt aus. Analog dazu schied er bei den Panamerikanischen Spielen 2019 im Doppel aus; im Einzel konnte er ein Match gewinnen. 2020 wurde er in das uruguayische Team für den ATP Cup 2020 berufen, wo er beide Matches im Einzel gegen Roberto Bautista Agut und Aleksandre Metreweli deutlich verlor. Im Davis Cup spielte Roncadelli noch nicht für sein Land.